# أليخاندرو مايوركاس
أليخاندرو إن مايوركاس (من مواليد 24 نوفمبر 1959)، هو محامٍ أمريكي من أصول كوبية، شغل منصب نائب وزير الأمن الداخلي للولايات المتحدة من 23 ديسمبر 2013 إلى 31 أكتوبر 2016.  في عام 2008، صنفت مجلة ناشيونال لو جورنال مايوركا كواحد من «أكثر 50 محاميا من الأقليات تأثيرا في أمريكا». في عام 2019، اختارته مجلة لاتيني ليدرز كواحد من 101 من القادة الأكثر نفوذاً في المجتمع اللاتيني في البلاد.
يشغل حالياً منصب وزير الأمن الداخلي للولايات المتحدة الأمريكية وهو سابع من يتولى هذا المنصب.

## النشأة والتعليم
ولد مايوركاس في مدينة هافانا، عاصمة كوبا، عام 1959. وصل والداه مع أخته إلى الولايات المتحدة أواخر عام 1960 كلاجئين بعد الثورة الكوبية. عاش في ميامي، فلوريدا، قبل أن تنتقل عائلته إلى لوس أنجلوس، كاليفورنيا، حيث نشأ لبقية شبابه.
كان والده يهوديًا كوبيًا من أصول سفاردية وأمه يهودية رومانية هربت عائلتها من الهولوكوست وهربت إلى كوبا في الأربعينيات من القرن العشرين  حيث كان والده يمتلك مصنعًا للصوف الصلب ويديره.
حصل مايوركاس على درجة البكالوريوس في الآداب بامتياز من جامعة كاليفورنيا في بيركلي عام 1981. حصل على الدكتوراه في القانون من كلية Loyola للحقوق في لوس أنجلوس عام 1985. يعيش مع زوجته واثنين من بناته الثلاث في واشنطن العاصمة[بحاجة لمصدر]